# Snusesjön
Snusesjön är en sjö i Bergs kommun i Härjedalen och ingår i Ljungans huvudavrinningsområde. Sjön har en area på 0,581 kvadratkilometer och ligger 978 meter över havet. Sjön avvattnas av vattendraget Kesuån.

## Delavrinningsområde
Snusesjön ingår i det delavrinningsområde (698519-133414) som SMHI kallar för Utloppet av Snusesjön. Medelhöjden är 1 031 meter över havet och ytan är 4,63 kvadratkilometer. Det finns inga avrinningsområden uppströms utan avrinningsområdet är högsta punkten. Kesuån som avvattnar avrinningsområdet har biflödesordning 2, vilket innebär att vattnet flödar genom totalt 2 vattendrag innan det når havet efter 356 kilometer. Avrinningsområdet består mestadels av kalfjäll (88 procent). Avrinningsområdet har 0,58 kvadratkilometer vattenytor vilket ger det en sjöprocent på 12,5 procent.